# Parafia Trójcy Przenajświętszej w Makowisku
Parafia Trójcy Przenajświętszej w Makowisku − parafia rzymskokatolicka znajdująca się w archidiecezji przemyskiej, w dekanacie Jarosław III. 

## Historia
W 1982 roku w Makowisku dekretem bpa Ignacego Tokarczuka została erygowana parafia pw. Trójcy Przenajświętszej, z wydzielonego terytorium parafii Surochów i parafii Wiązownica. Na kościół parafialny zaadaptowano dawną cerkiew.
Na terenie parafii jest 1 100 wiernych (w tym: Makowisko – 965, Olchowa – 30, Wietlin – 105).
Proboszczowie parafii:
1982–?. ks. Mieczysław Hałys.
1992–2022. ks. Stanisław Kobylarz.
2022– nadal ks. Henryk Pszona.